# Crouzet-Migette
Crouzet-Migette är en kommun i departementet Doubs i regionen Bourgogne-Franche-Comté i östra Frankrike. Kommunen ligger i kantonen Amancey som tillhör arrondissementet Besançon. År 2022 hade Crouzet-Migette 117 invånare.

## Befolkningsutveckling
Antalet invånare i kommunen Crouzet-Migette
Referens:INSEE